# Mucedo

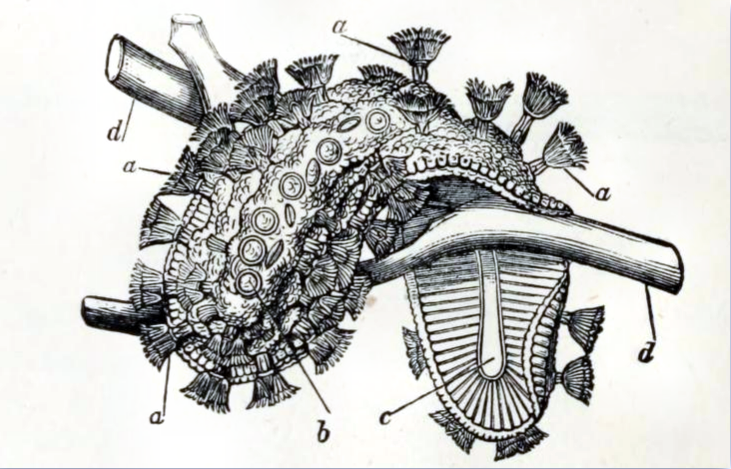
Cristatella mucedo pełzająca poprzez łodygi wodorostów:
a) pojedyncze osobniki (polypidy) z wieńcem czułków w kształcie podkowy b) statoblasty widziane przez tkanki c) mięśniowa podeszwa, z pomocą której zwierzę pełza d) łodygi wodorostów

Mucedo (Cristatella mucedo Cuvier, 1798) – gatunek słodkowodnego mszywioła z rodziny Cristatellidae. Jest jedynym przedstawicielem rodzaju Cristatella. Spośród większości innych mszywiołów wyróżnia się tym, że jego kolonie nie są osiadłe, ale pełzają po podłożu.

## Rozmieszczenie
Gatunek występuje w północno-wschodniej części Ameryki Północnej, północnej części Europy (w tym w Polsce), wschodniej Syberii i Palestynie. Jest spotykany od wysokości poziomu morza do 1116 m n.p.m..

## Występowanie
Mucedo jest gatunkiem słodkowodnym. Preferuje wody klimatu chłodnego. Występuje w wodach płynących lub stojących, w tym sztucznych zbiornikach wodnych takich jak wyrobiska żwirowni.
Jest jednym z nielicznych mszywiołów Polski nie unikających światła.

## Budowa, ruch
Zwierzę to żyje w postaci galaretowatych kolonii. Mają one kształt wydłużonego, robakowatego polipa o szerokiej, silnie umięśnionej podeszwie. Długość ich wynosi przeciętnie 3–5 cm, ale zdarzają się kolonie kilka razy większe. Kolonie często okręcają się wokół siebie nawzajem.
Spośród większości innych mszywiołów wyróżnia się tym, że jego kolonie nie są osiadłe, ale pełzają po podłożu. Umożliwia im to wspomniana podeszwa. Według różnych źródeł mogą pokonać dziennie około 10 cm lub 0,1–1,5 cm dziennie.

## Zmienność
Populacje w Europie są genetycznie względnie jednorodne, co być może odzwierciedla polodowcową kolonizację przez jedną linię. Natomiast populacje północnoamerykańskie są bardzo zróżnicowane. Są pewne dowody istnienia dwóch głównych linii, być może reprezentujących kryptyczne gatunki lub podgatunki, oraz hybrydyzacji, co doprowadziło do zwiększenia różnorodności genetycznej.